# Communications in Mathematical Physics
Communications in Mathematical Physics es una revista académica revisada por pares publicada por Springer. La revista publica artículos en todos los campos de la física matemática, pero se centra particularmente en análisis relacionados con la física de la materia condensada, la mecánica estadística y la teoría cuántica de campos, y en álgebras de operadores, información cuántica y relatividad. 

## Historia
Rudolf Haag concibió esta revista con Res Jost y Haag se convirtió en el editor jefe fundador. El primer número de Communications in Mathematical Physics apareció en 1965. Haag dirigió la revista durante los siguientes ocho años. Luego lo sucedió Klaus Hepp durante tres años, seguido por James Glimm, durante otros tres años. Arthur Jaffe comenzó como editor jefe en 1979 y trabajó durante 21 años. Michael Aizenman se convirtió en el quinto editor jefe en el año 2000 y ocupó este cargo hasta 2012. El actual editor jefe es Hong-Tzer Yau. 

## Archivo
Los artículos de 1965 a 1997 están disponibles en formato electrónico de forma gratuita, a través del Proyecto Euclid, una organización sin fines de lucro iniciada por la Biblioteca de la Universidad de Cornell.  Esta parte de la revista se proporciona a través de la Iniciativa de Red de Archivo Matemático Electrónico (EMANI)   para apoyar la preservación electrónica a largo plazo de publicaciones matemáticas.

## Otras lecturas
- Jaffe, Arthur. «Haag's visit in honor of 40 years of Communications in Mathematical Physics». arthurjaffe.com. Consultado el 9 de febrero de 2021.
- Jaffe, Arthur (2015). «50 Years of Communications in Mathematical Physics». News Bulletin, International Association of Mathematical Physics: 15-26.